# 篠田雅雄
篠田 雅雄（しのだ まさお、1930年〈昭和5年〉11月16日 - ）は、日本の漢文学者、元慶應義塾志木高等学校教諭。
東京外語大学中国語学科、東京大学文学部中国哲学科（学士入学）を経て、慶應義塾志木高等学校教諭。同校鉄道研究会顧問。鯉の養殖の名人としても知られる。愛称は「篠G」（しのじい）。

## 生まれ
現、東京都世田谷区若林に女一人・男四人の五人兄弟の末っ子として生まれる。父、篠田賢則（かたのり）は海軍兵学校の元軍人。賢則は英語が得意だったため、終戦後は神奈川県高等女学校の教諭をしていた。

## 漢文研究へ
若林小学校・第十中學校（現、都立西高校）・東京外語大学中国語学科卒業後、東京大学文学部中国哲学科に学士入学。
若林小学校には、後に慶應義塾志木高等学校で同じく教鞭を執ることになる三田 煕（みた ひろし）がいた（1年生と6年生のときに同じクラスだった。同氏は慶應義塾中等部に進学）。
1949年、毛沢東が中華人民共和国の建国したことをきっかけに、中国の時代の到来を予感し、漢文の研究を志す。

## 教諭へ
東京大学卒業後は東京、芝にある正則高等学校にて漢文を教える。6年後、慶應義塾志木高等学校が外部から教諭の招聘をしていることを知り、同校の教諭となる。当時の慶應義塾志木高等学校の雨宮校長は、慶應義塾出身の教諭ばかりだと図らずも付和雷同し、教育の質の低下を来すとの危機感から、外部の教諭を増やすことにしていた。正則高等学校で数学を教えていた宮下昭三も篠田の誘いを受け、1年後に慶應義塾志木高等学校の教諭となった。他に、外部からの教諭には数学の牛尾教諭（東工大）、英語の斎藤（東京外語大）などがいた。
篠田の授業はユニークな授業で知られ、教育のモットーは「習うより慣れよ」「広く浅く」。授業では、予習なぞどうせしないからと小刻みに生徒に輪読させ、一時間に三回は耳から入れ、また、専門家になる者は自身で研究するであろうから広い知識を取得することを目指していた。落第点をつけるのは、教え方が悪いからだと「授業は厳しく、点はやさしく」とも言っている。授業では、自身の共著である『高等学校 漢文 上』を使っていた。
慶應義塾大学において、ある時期、慶應義塾志木高等学校からの内部進学者に中国語を第二外国語とする者が多かった。原因を調べてみたところ「篠田の漢文の授業が面白かったから」という理由が分かり、その名が塾内に轟いていると当時の校長、金子晃（後の会計検査院長）に言われたことが、とても嬉しかったと篠田は語っている。
課外活動では「馬術部」の顧問（当時は同校内に馬がおり、祖師谷大蔵に練習場もあった）を皮切りに、話が面白いからという理由で「落語研究会」、そして「マンドリンクラブ」「鉄道研究会」の顧問を歴任した。

## 退官
1996年3月、65歳で慶應義塾志木高等学校を定年、退官となる。退官に際し、同校の卒業式で定年の教諭が紹介された際、「故人（こじん）西の方」からはじまる漢文を読み、最後の授業として生徒に贈った。以後、72歳まで大東文化大学にて教鞭を執った。

## 趣味
- 社交ダンス - 旧制高校時代から。後の妻とは社交ダンスで知り合った。
- 錦鯉の養殖 - 川越に住んでいた頃に鯉の釣りをはじめ、その後、鯉の養殖をするようになった。そのため、世田谷区上馬の家には大きな水槽が置いてあった。

## 逸話
授業の最後は「ハイシタ」の発声で締めくくることを常としていた。この「ハイシタ」は運動部がやってた「はい、ごくろうさんでした」を短縮したものであるが、いつ頃はじまったものかは本人も覚えていない。慶應義塾志木高等学校の評価は3から10の8段階評価であったが、長編の漢詩である「長恨歌」を一切間違えずに諳んじることができると、最高の10ないしは9がもらえるとの伝説があった。
『漢文は本当につまらないのか 慶應志木高校ライブ授業』橋本陽介著　祥伝社新書で度々登場する伝説の教師「ヤシコバ」こと小林和良は慶應義塾志木高等学校の卒業生でもあり、篠田の教え子である。教諭として何人かの候補者がいたが、小林を推薦したと篠田は語っている。
永らく顧問をしていた鉄道研究会だったが、41期生がおらず、廃部の危機となった。41期の三田貴良（現1995年三田会 代表幹事）が中心となり部の存続に奔走、部員を集めて危機を救った。卒業後も41期生を中心に毎年、卒業生とともに温泉旅行に行っていたが、体力の限界を理由に2014年以降は世田谷区上馬の自宅にて挨拶をするに留まっている。
温泉旅行時にも度々、漢文、故事成語を諳んじることがあり、ある時「桃李言わざるも下おのずから蹊を成す」と発した。これは自身を称えたものか、その場に居た元生徒向けて発したものか、いまだに定かではない。
趣味の釣りに興じる余り、幼稚園児だった子息のお迎えをすっかり忘れてしまったこともあった。
坂井直樹がデザインした日産・Be-1を新車で購入し乗っていた。

## 受賞歴
第41回関東甲信地区錦鯉品評会　壮魚の部総合優勝（2013年）

## 著書・共著
『高等学校　漢文　上』旺文社　1981年　阿部吉雄・渡辺卓・尾上兼英・鵜城紀元・岡見忠彦・篠田雅雄
『語法詳解孟子 (古典解釈シリーズ)』旺文社 2000年